# Correios
Correios es el nombre comercial de la Empresa Brasileira de Correios e Telégrafos, acrónimo ECT. Se trata de la empresa pública federal responsable del sistema de envío y entrega de correspondencias en Brasil. La legislación brasileña prevé el monopolio de la ECT en los servicios de carta, tarjeta postal, correspondencia agrupada y telegrafía. La compañía tiene su origen en el cargo de Correio-mor das cartas do mar, creado por la Corona en 1663. En 1980, la empresa inauguró en Brasilia el Museo Nacional dos Correios, que atesora más de un millón de piezas de la historia postal, telegráfica y filatélica brasileña. El 25 de enero de 2013, el servicio postal oficial brasileño cumplió 350 años y, para celebrarlo, lanzó sellos y logos alusivos al evento.

## Historia

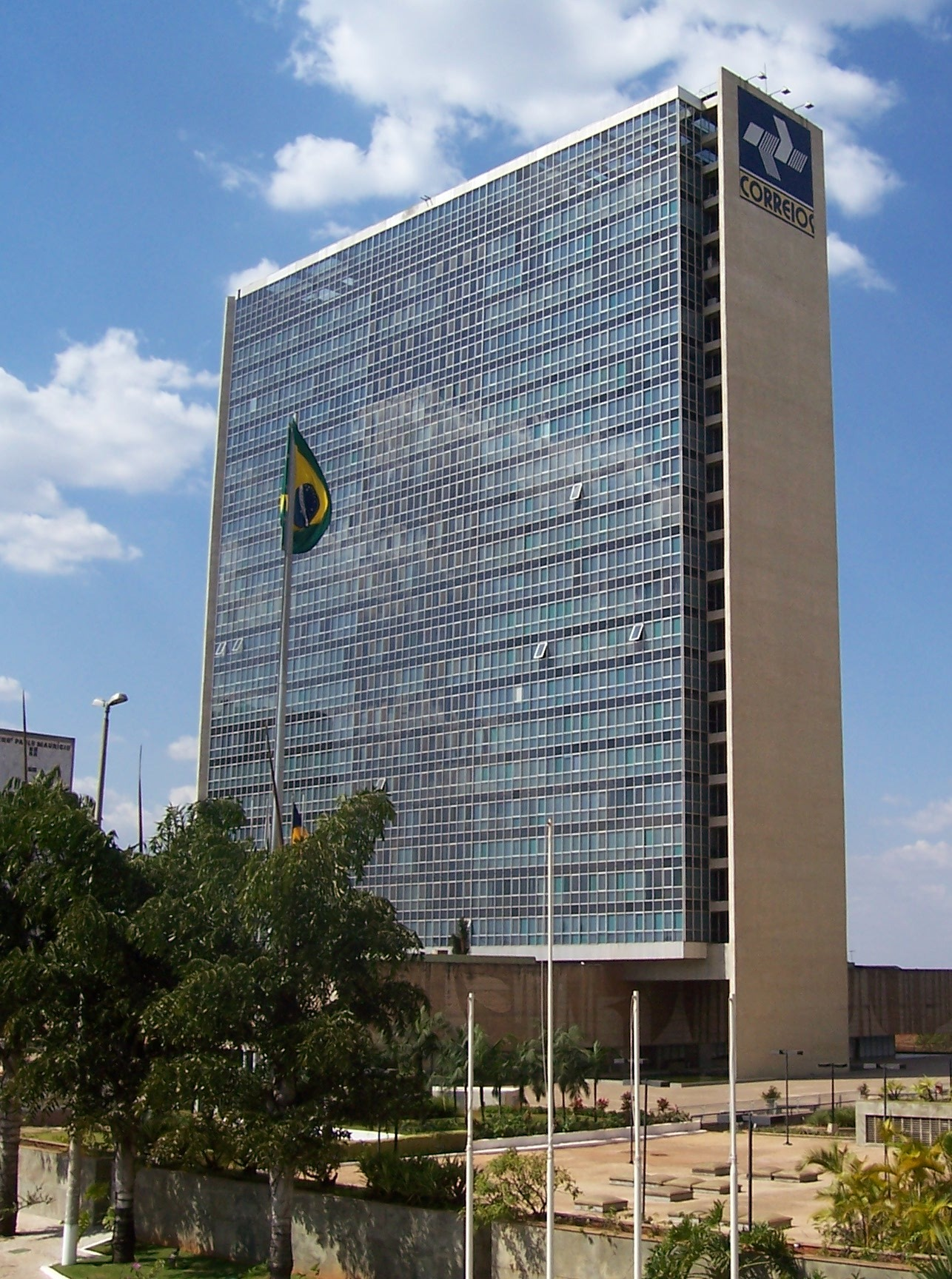
Edificio Sede de la ECT, en Brasilia

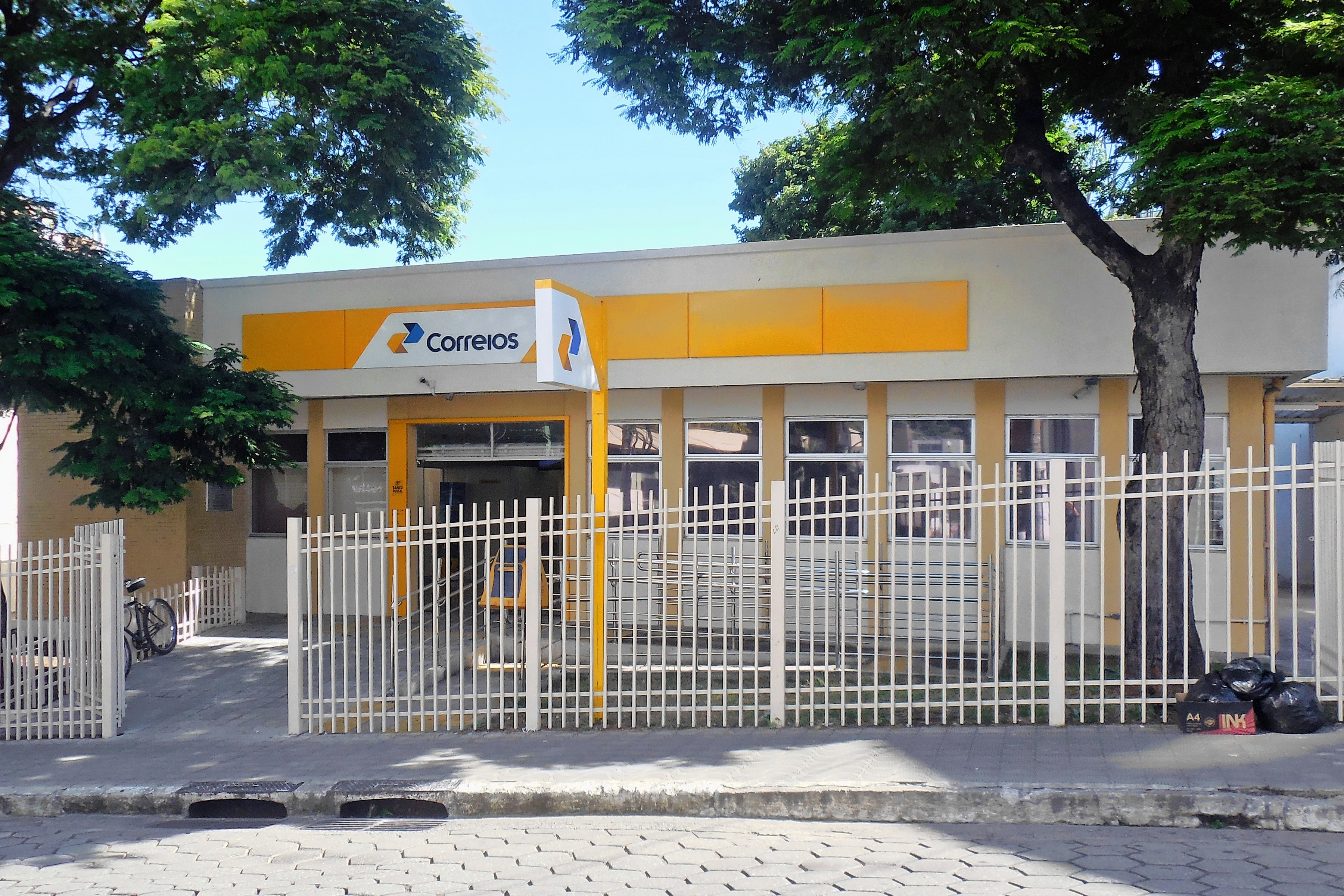
Ejemplo de una agencia de Correios, localizada en Coronel Fabriciano, Minas Gerais.

Correios tiene su origen en Brasil en 25 de enero de 1663, con la creación del Correio-Mor en Río de Janeiro, aunque la capital de la colonia era entonces Salvador. En 1931 el decreto 20.859, de 26 de diciembre de 1931 funde la Dirección General de Correios con la Subdirección General de Telégrafos y crea el Departamento de Correios y Telégrafos. La ECT fue creada el 20 de marzo de 1969, como empresa pública vinculada al Ministerio de Comunicaciones mediante la transformación de la autarquía federal que era, entonces, Departamento de Correios y Telégrafos (DCT). El cambio no representó solo un cambio de sigla, sino que fue seguida por una transformación profunda en la plantilla de gestión del sector postal brasileño, haciéndolo más eficiente.
Los años que siguieron, varios servicios fueron siendo incorporados al portfólio de la empresa. Además de los tradicionales servicios de cartas, sellos y telegramas; entre los nuevos servicios pueden ser destacados los pertenecientes a la familia SEDEX, servicio de encomiendas expresas. En total son más de cien productos y servicios ofertados por la mayor empresa de comunicaciones de Brasil (en el inicio de 2008 con más de 109 000 empleados propios, además de los terceirizados), siendo la única empresa a estar presente en todos los municipios del país, con una vasta red de unidades propias y franqueadas.
Diversos de los productos y servicios de la ECT pueden aún ser adquiridos por internet.

### Modernización
Durante la década de 1990, se discutió la posibilidad de una modernización de la empresa. La propuesta del nuevo sistema postal estaba basada en el aumento de la oferta de servicios, en la modernización tecnológica y en la consolidación y ampliación del papel social de los Correos como agente prestador de servicios públicos. Para eso, el Ministerio de Comunicaciones del Gobierno del presidente Fernando Henrique Cardoso desarrolló un proyecto para el sector postal brasileño que fue implantado a partir de 1997, denominado Reforma Estructural del Sector Postal Brasileño (RESP). Las directrices accionadas en la elaboración de la reestructuración postal abarcaban los siguientes aspectos:
1. Reforma del reglamento del Sector Postal: definición de una nueva plantilla de explotación de los servicios postais en Brasil, envolviendo cuestiones fundamentales como servicios universales, monopolio, control de la Empresa Brasileña de Correos y Telégrafos - ECT, órgano regulador, etc.;
2. Reforma comercial y organizativa de la ECT: modernización de la empresa, (...) preparándola para actuar en un nuevo contexto reglamentario a ser implantado en el sector;
3. Servicios Financieros Postales: la utilización de la infraestructura de atención de la ECT para que, en asociación con el Sistema Financiero Nacional, sean prestados servicios financieros básicos a la cuota de la sociedad actualmente no atendida por la red bancaria, es decir, la población rural y la población urbana de baja renta.

Las propuestas fueron presentadas en la nueva ley Postal, que tramitó, sin ser aprobada, hasta el inicio de 2003, cuando fue archivada. Durante los años 2000, nuevamente Correios fue blanco de propuestas de cambios y modernización, retomando, en algunos aspectos, lo que fuera planeado en la década de 1990.  La empresa, al largo de los años 2000, estuvo en el epicentro del escándalo del "Mensalão" y presentó problemas operacionales que fueron divulgados como la "crisis de los Correos". A pesar de eso, la estatal fue escenario de diversas  innovaciones en sus procesos gestionáis y comerciales[1].

### Logotipos

Emblema del Correio do Império
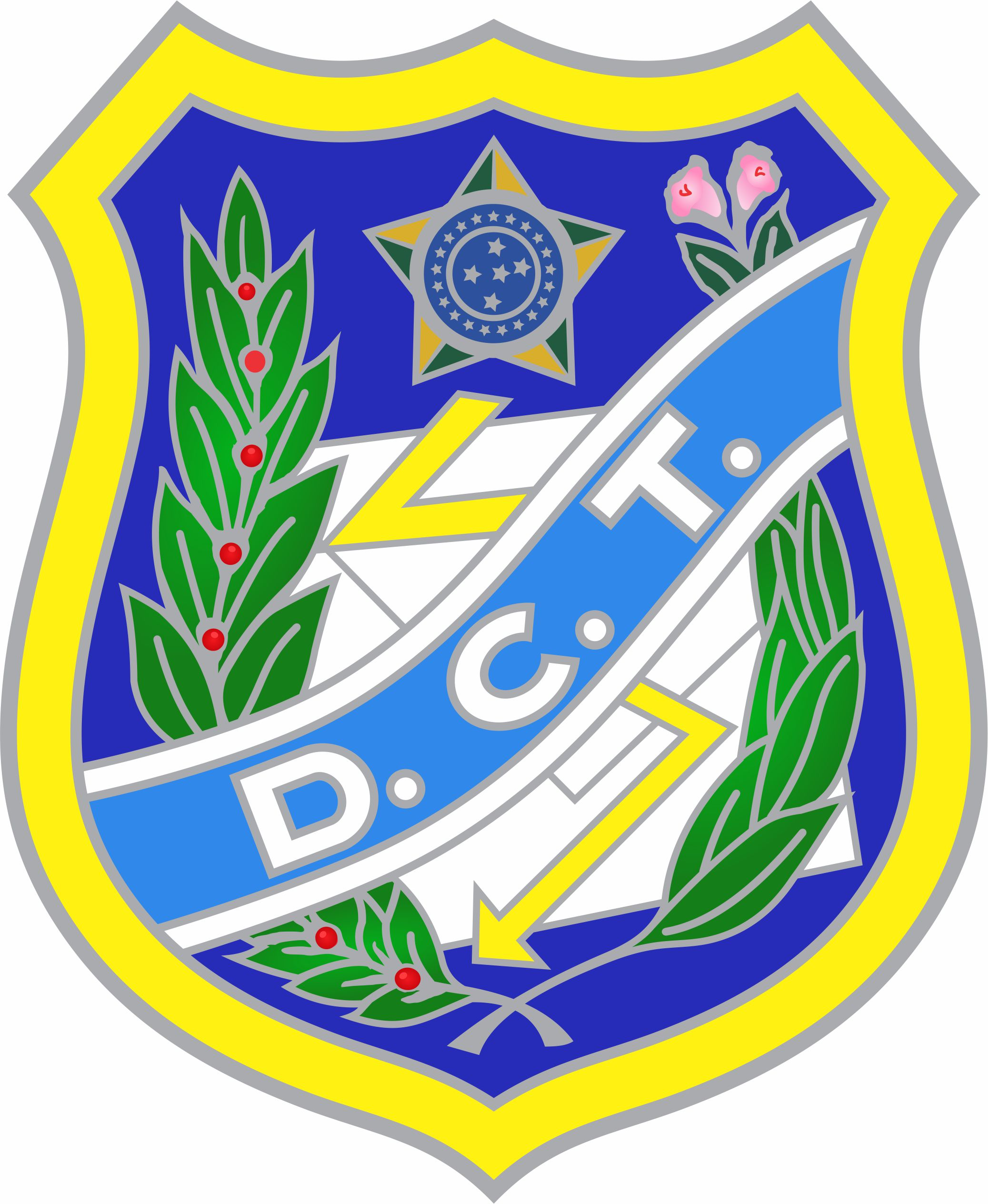
Escudo del Departamento de Correios y Telégrafos en 1932

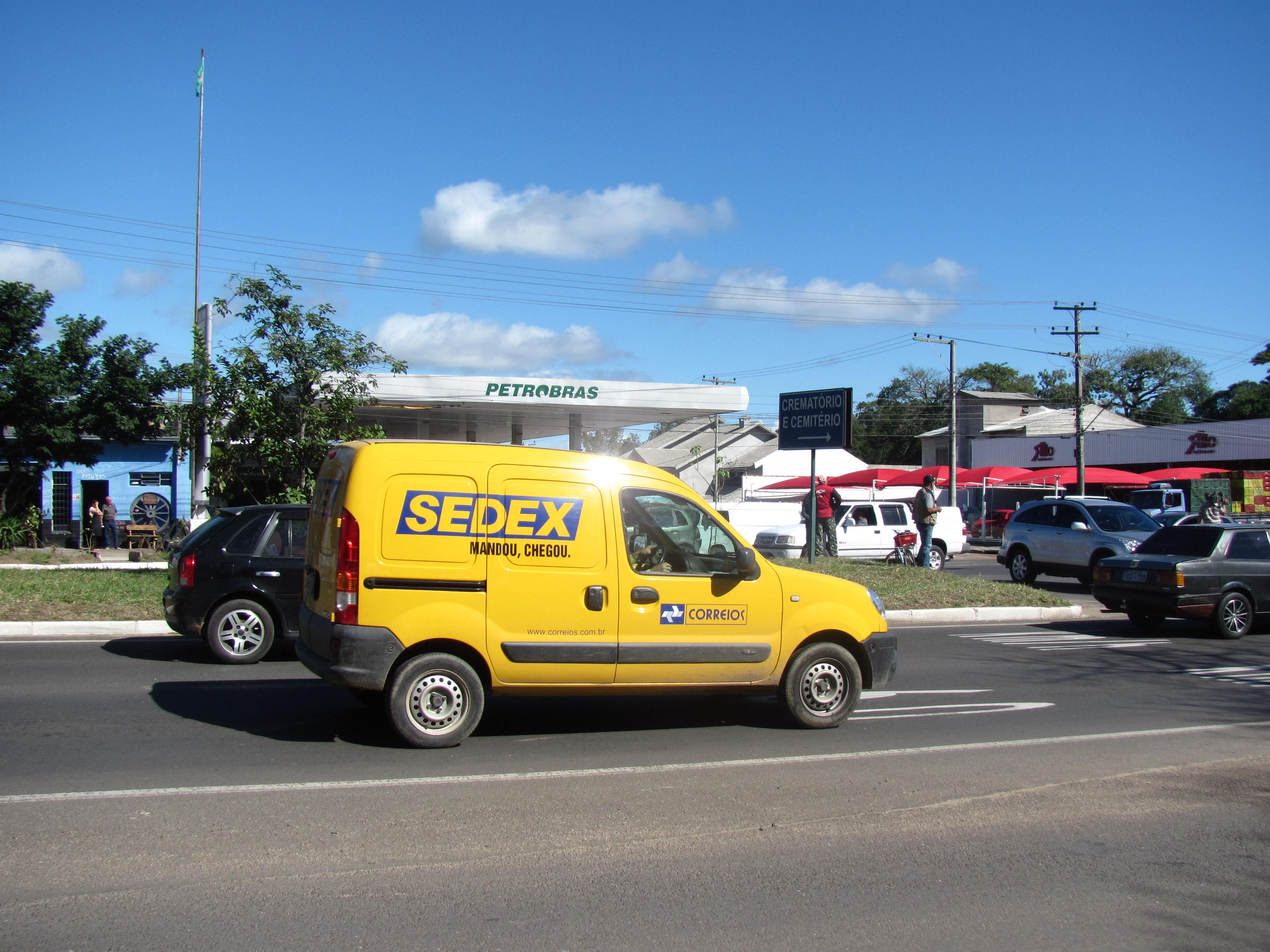
Coche del SEDEX.

Logo 1969-1990
Logo 1990-2014
Logo 2014-actualmente

### Crisis financiera
La empresa cerró cuatro años con pérdidas: 2013, 2014, 2015, y 2016; lo que llevó a plantearse la privatización de la compañía. Sin embargo, el logro obtenido en 2017, después de medidas de contención de gastos, hizo con que la idea fuera abandonada temporalmente. En seis años (2010 a 2016), el total de pérdidas de encomiendas aumentó más del 1000%, revelando caída en la calidad del servicio debido a la falta de materiales y de infraestructura adecuados, teniendo por causa años de mala-gestión, corrupción, y uso político de la compañía.
En mayo de 2019, fue lanzado un Plan de Desligamiento Voluntario (PDV), visando reducir el cuadro de operarios en más de 7 000 servidores. Esos PDVs han acontecido desde 2013, sin apertura de nuevos concursos. También, casi 300 agencias fueron cerradas en el país entre 2017 y 2018. Eso se debe al perjuicio de R$4 mil millones acumulado entre 2016 y 2017. En abril de 2019, Jair Bolsonaro anunció que tiene la intención de privatizar la empresa.
El día 14 de junio, Bolsonaro anunció en una entrevista, que dimitiría Juárez Cunha de la presidencia de Correios. En 21 de junio, el General de División de la reserva del Ejército Brasileño, Floriano Peixoto Hube Venido Neto asumió el cargo de presidente de Correios y telégrafos después de haber dejado el cargo de Ministro-Jefe de la Secretaria-General de la Presidencia de la República.
El 21 de octubre de 2019, fueron descontinuados (cesada la comercialización) los siguientes productos internacionales, que poseían poca utilización por los clientes y ya poseían otros productos atendiendo al mismo propósito: Aerograma Internacional, envelope Carta Mundial, Fax Post Internacional y Comprobante de Franqueamento Mundial.

## Postalis
El Instituto de Seguridad Social de Correios y Telégrafos (Postalis) es un fondo de pensiones que gestiona la sanidad complementaria de los operarios de Correios. Es el mayor fondo de pensiones del país, en número de participantes.
Postalis es un fondo de pensiones que gestiona la sanidad complementaria de los operarios de los Correos. Fue creado el 26 de febrero de 1981, para garantizar a los empleados de Correios beneficios complementarios a los de la sanidad oficial. En la ocasión, el fondo solo ofertaba un único plan – el Plan BD. La adhesión al plan era obligatoria, o sea, quien quisiera trabajar en los Correios necesitaba necesariamente adherir al plan. En 2014, él era es el mayor fondo de pensión en número de participantes del país - 196 mil.

### Investigaciones de corrupción
Desde 2013, Postalis ha sido blanco de investigaciones por denuncia de mala aplicación de recursos de las contribuciones de los empleados. Según la Policía Federal, la mala gestión de los recursos y los desvíos investigados generaron déficit de aproximadamente 6 mil millones de reales. El esquema acontecía así: Postalis, en la práctica, contrata gestores para decidir cómo invertir los recursos de los contribuyentes. Sin embargo, en el entender de la Policía Federal y del Ministerio Público, ex-dirigentes del Postalis autorizaban inversiones fracasadas con base en informes técnicos falhos, con evaluaciones irreales para hacer viables las operaciones. Conforme las investigaciones, las empresas que recibían recursos del Postalis repasaban parte de los recursos para los sospechosos de implicación en el esquema.
Por cuenta de los perjuicios millonarios causados por estos fraudes, operarios jubilados por los Correos pasaron a tener descuento de hasta 25% en sus beneficios como forma de tapar lo rompo del fondo de pensión. También debido a estos escándalos, en abril de 2018 fondos de pensión ganaron nuevas reglas de fiscalización. desde entonces, gestores pasan a ser obligados a contratar auditoría con profesional certificado y registrado en la Comisión de Valores Mobiliarios (CVM). La legislación también obliga que director contable, auditor o el comité de auditoría deben comunicar problemas como fraudes a la Previc en hasta 10 días.